# Аварим
Аварим — горный хребет в Иордании.
Расположен на восточном берегу реки Иордан, в бывшей земле Моавитской, где расположились лагерем израильтяне по окончании их 40-летнего странствования в пустыне. На одной из вершин этого хребта под названием Нево, против Иерихона, стоял Моисей пред своей кончиной и осматривал обетованную страну, вступить в которую ему было не суждено. Там же он умер и похоронен в долине (Втор. 32:49, 34, Чис. 27:12).
Этот горный хребет простирается полукругом на северо-восточном берегу Мёртвого моря. Отдельные части его носят ныне у арабов различные названия: Джебл-ет-Тарфуие, (Djebl et Tarfujeh) Дж.-ель-Уру-Караиё (D. el-Uru-Karaijeh), Дж.-ель-Гувэйтэ (D. el-Ghuweitheh). Последнюю принимают за библейскую гору Нево.